# Liste der Kulturdenkmäler in Vettelschoß
In der Liste der Kulturdenkmäler in Vettelschoß sind alle Kulturdenkmäler im Ortsteil Willscheid der rheinland-pfälzischen Ortsgemeinde Vettelschoß aufgeführt. In den Ortsteilen Kalenborn, Kau, Oberwillscheid und Vettelschoß sind keine Kulturdenkmäler ausgewiesen. Grundlage ist die Denkmalliste des Landes Rheinland-Pfalz (Stand: 9. Februar 2023).

## Einzeldenkmäler
| Bezeichnung      | Lage                                          | Baujahr | Beschreibung              | Bild                           |
| ---------------- | --------------------------------------------- | ------- | ------------------------- | ------------------------------ |
| Bernarduskapelle | Willscheid, Hauptstraße, Ecke Kaufstraße Lage | 1683    | kleiner Fachwerkbau, 1683 | weitere Bilder Fotos hochladen |